# Schmidt-Reaktion
Bei der Schmidt-Reaktion handelt es sich um eine Namensreaktion in der Organischen Chemie, die nach ihrem Entdecker, dem deutschen Chemiker Karl-Friedrich Schmidt (1887–1971),  benannt wurde. Mittels der Schmidt-Reaktion können Carbonsäuren zu primären Aminen und Ketone zu Carbonsäureamiden abgebaut werden.

## Schmidt-Reaktion der Carbonsäuren

### Übersichtsreaktion
Bei dieser Schmidt-Reaktion reagieren Carbonsäuren mit starken Mineralsäuren (meistens Schwefelsäure), mit Stickstoffwasserstoffsäure und mit einer anschließenden Hydrolyse zu primären Aminen.

### Mechanismus
Hierbei wird zunächst die Hydroxygruppe der Carbonsäure durch Zusatz der starken Säure (Schwefelsäure) protoniert, sodass nach Abspaltung von Wasser ein mesomeriestabilisiertes Acylium-Ion gebildet wird. Dieses wird von der Stickstoffwasserstoffsäure nucleophil angegriffen. Unter Austritt von Stickstoff und unter 1,2-Alkylverschiebung (Umlagerung des Rests R) wird ein Carbenium-Ion erhalten. Durch Hydrolyse und unter Abspaltung eines Protons und von Kohlendioxid wird schließlich das primäre Amin gebildet.

## Schmidt-Reaktion der Ketone

### Übersichtsreaktion
Bei dieser Schmidt-Reaktion reagieren Ketone mit starken Mineralsäuren (meistens Schwefelsäure), mit Stickstoffwasserstoffsäure und mit einer anschließenden Hydrolyse zu Carbonsäureamiden.

### Mechanismus
Bei dieser Reaktion wird zunächst die Carboxygruppe des Ketons durch Zusatz der starken Säure (Schwefelsäure) protoniert. Danach  greift die Stickstoffwasserstoffsäure das Carbenium-Ion nucleophil an, wobei anschließend Wasser abgespalten wird. Im nächsten Reaktionsschritt wird Stickstoff freigesetzt und der Rest R1 umgelagert. Dieses Carbenium-Ion wird hydrolysiert und nach Deprotonierung und Tautomerisierung entsteht das Carbonsäureamid.
Die Reaktion verläuft ähnlich der Curtius-Reaktion bzw. der Beckmann-Umlagerung. Gegebenenfalls kann das Amid weiter zu einem Amin hydrolysiert werden.